# Ložina (Psičina)
Ložína je levi pritok Psičine v vzhodnih Halozah. Izvira tik pod razvodnim slemenom med potokoma Psičina in Rogatnica v razloženem naselju Zgornje Gruškovje, nato teče po ozki, samotni grapi proti severovzhodu in se pri Mali Varnici izliva v Psičino. Njeno ime izvira iz občne besede ložina, ki v narečju pomeni »njiva na strmini, ki se samo prekopava«.
Potok je svojo ozko dolino izdelal v spodnjemiocenskem kremenovem peščenjaku (t. i. maceljski peščenjak), zato so pobočja zelo strma, dolinsko dno pa se le nekoliko razširi šele v spodnjem toku. Zaradi tega je dolina ostala do danes neposeljena, le v spodnjem toku je v dnu nekaj travnikov in njiv, struga pa je v celoti ostala v naravnem stanju.
Celotno porečje Ložine je del območja Natura 2000 (Vinorodne Haloze).